# Dainville-Bertheléville
Dainville-Bertheléville is een gemeente bestaande uit de plaatsjes Bertheléville en Dainville in het Franse departement Meuse (regio Grand Est) en telt 159 inwoners (2005).
De gemeente maakt deel uit van het arrondissement Commercy en sinds maart 2015 van het kanton Ligny-en-Barrois. Daarvoor hoorde het bij het toen opgeheven kanton Gondrecourt-le-Château.

## Geografie
De oppervlakte van Dainville-Bertheléville bedraagt 46,0 km², de bevolkingsdichtheid is 3,5 inwoners per km².

## Bertheléville

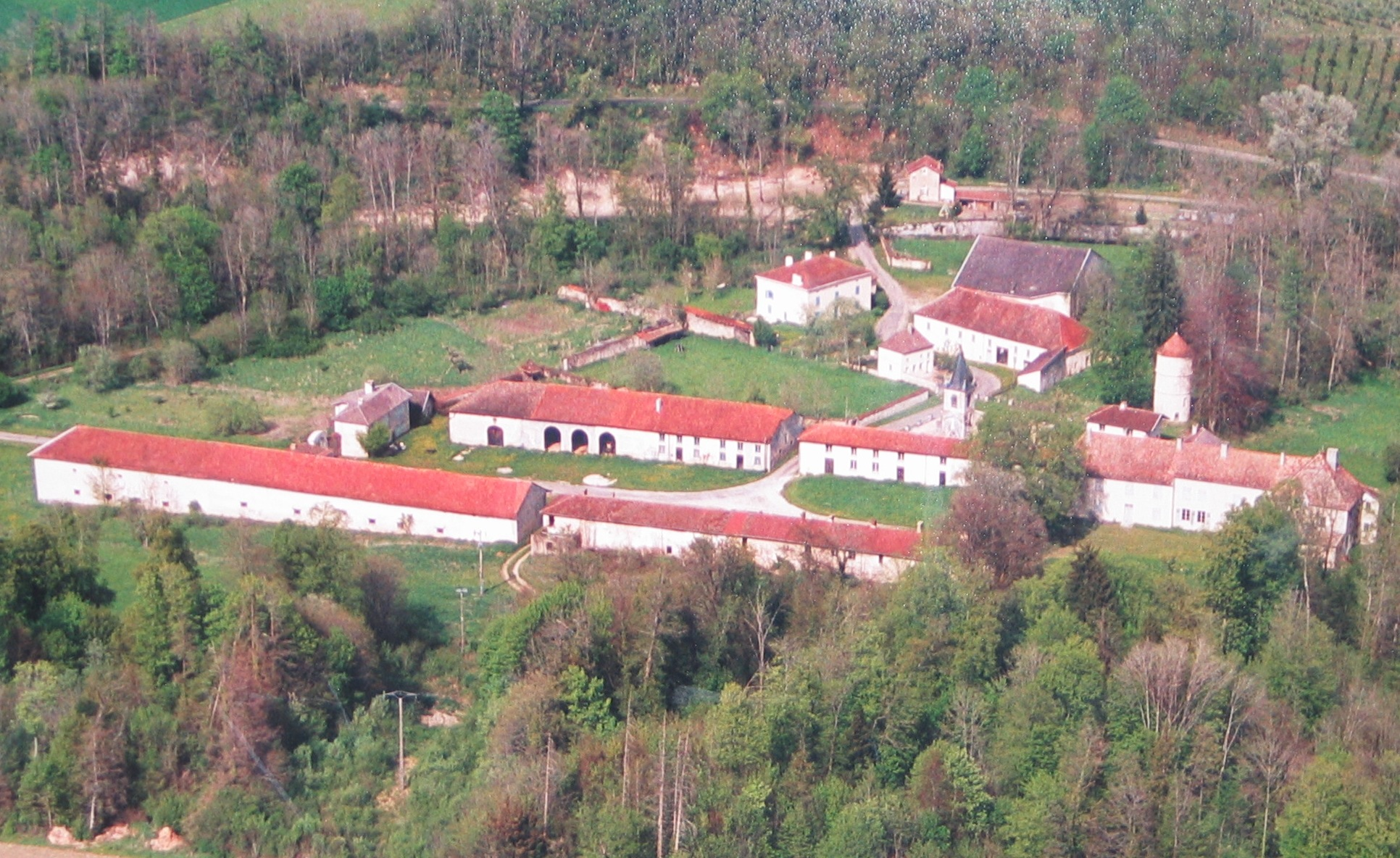
Bertheleville

Bertheléville is een gehucht dat deel uitmaakt van de gemeente. De structuur is heel bijzonder en herinnert aan de vroegere feodale situatie. Kasteel en kerk (deze laatste nu in ruïne) domineren een lange rechthoekige ruimte omringd door de eenvoudige woningen van de ondergeschikten. De ronde duiventoren is een beschermd monument. Er zijn geen straatnamen. In 2009 telde men nog slechts vijf inwoners, maar ondertussen werden een aantal huisjes aangekocht en gerestaureerd door Zweden en Belgen, die hier hun vakanties doorbrengen. Omdat het dorp afzijdig ligt van de hoofdweg en door grote bossen omringd wordt, heerst er een haast surrealistische rust.

## Demografie Dainville-Bertheléville
Onderstaande figuur toont het verloop van het inwonertal (bron: INSEE-tellingen).